# Малтабар, Павел Игнатьевич
Павел Игнатьевич Малтабар (1908 год — 1977 год) — организатор шахтного строительства, начальник Кировского строительного управления комбината «Карагандашахтострой» Министерства строительства предприятий угольной промышленности СССР, Карагандинская область, Казахская ССР. Герой Социалистического Труда (1957). Внёс значительный вклад в шахтное строительство Карагандинского угольного бассейна.

## Биография
Родился в рабочей семье в 1908 году на Донбассе. После смерти отца был отдан в детский дом.
В 1932 году после окончания факультета шахтного строительства Донецкого горного института по комсомольской путёвке приехал в Караганду для организации шахтного производства на Карагандинском угольном месторождении. Руководил строительством 13 шахт. Был начальником строительства вертикальной шахты № 33/34. С 1937 года — помощник главного инженера треста «Карагандашахтострой».
С 1938 по 1941 год — главный инженер «Донбассшахтостроя». После начала Великой Отечественной войны эвакуировался в Караганду. С 1948 по 1954 год занимался восстановлением шахтного производства в Новошахтинске, Ростовская область.
С 1954 по 1959 год возглавлял Кировское строительное управление комбината «Карагандашахтострой». Под его руководством были введены в эксплуатацию шахты № 22, 31, 31-бис, 33 — 34, 35, 37, 38, 70, 86 — 87, 1-я Вертикальная, 1-я и 2-я Наклонные и имени Костенко. В 1956 году Кировское строительное управление, которым руководил Павел Малтабар, выполнило план на 110 %. В 1957 году за выдающиеся производственные достижения был удостоен звания Героя Социалистического Труда.
С 1959 по 1963 год — начальник треста «Карагандашахтострой».
Скончался в 1977 году. Похоронен на Старомихайловском кладбище Караганды.

## Награды
- Герой Социалистического Труда — указом Президиума Верховного Совета СССР 26 апреля 1957 года
- Орден Ленина
- Орден Трудового Красного Знамени
- Медаль «За трудовую доблесть»
- Медаль «За доблестный труд в Великой Отечественной войне 1941—1945 гг.»